# Bisdom Ratnapura

Het bisdom Ratnapura binnen de kerkprovincie Colombo

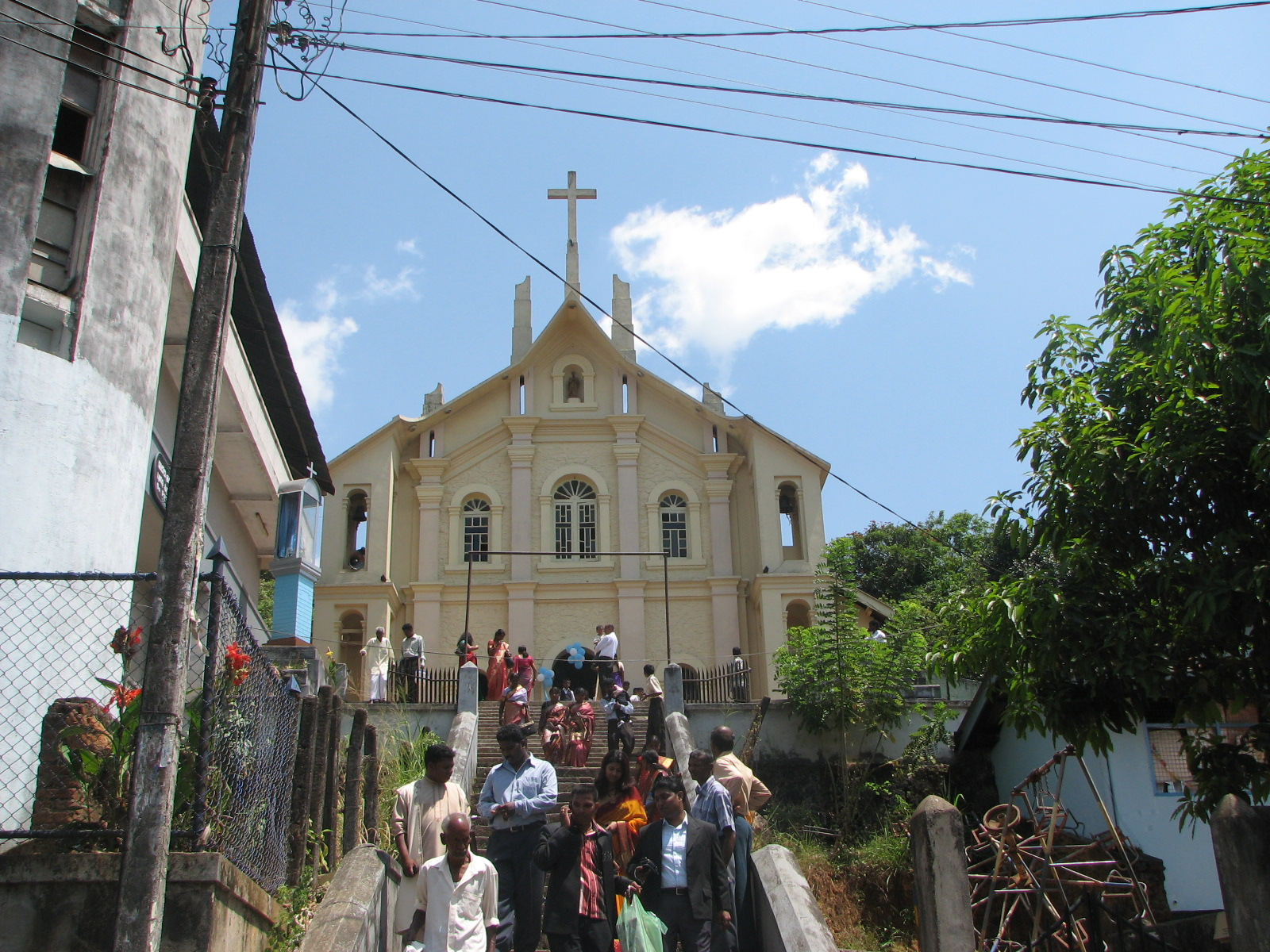
Kathedraal van Ratnapura

Het bisdom Ratnapura (Latijn: Dioecesis Ratnapurensis) is een rooms-katholiek bisdom in Sri Lanka met als zetel Ratnapura. Het is een suffragaan bisdom van het aartsbisdom Colombo. Het bisdom volgt de Latijnse ritus en voertaal is het Singalees maar ook het Tamil. Het bisdom werd opgericht in 1995. Hoofdkerk is de Sint-Petrus en Pauluskathedraal.
In 2017 telde het bisdom 23 parochies. Het bisdom komt overeen met de provincie Sabaragamuwa en heeft een oppervlakte van 4.968 km². Het telde in 2019 1.968.000 inwoners waarvan 0,9% rooms-katholiek was. Dit is minder dan het landelijk gemiddelde van 6%.

## Bisschoppen
- Albert Malcolm Ranjith Patabendige Don (1995-2001)
- Harold Anthony Perera (2003-2005)
- Ivan Tilak Jayasundera (2006 - niet geconsacreerd)
- Cletus Chandrasiri Perera, O.S.B. (2007-)